# Lethal Weapon 4
Lethal Weapon 4 (Arma letal 4 en España, Arma mortal 4 en Hispanoamérica) es una película de acción del año 1998 dirigida por Richard Donner y protagonizada por Mel Gibson, Danny Glover, Rene Russo, Joe Pesci, Chris Rock y la estrella de artes marciales china Jet Li.

## Resumen
En esta ocasión, Martín Riggs y Roger Murtaugh, se enfrentan a la mafia china, que falsifica dinero para comprar la libertad de la tríada de dicha organización. Lorna Cole está embarazada de Riggs y la hija de Murtaugh, Rianne, también lo está de un policía: un compañero de trabajo de Riggs y Murtaugh llamado Lee Butters (Chris Rock). El villano de esta entrega es Wah Sing Ku (Jet Li), que hará todo lo posible por su hermano mayor y miembro de la tríada. Leo Getz, que ahora es detective privado, también participa en esta película. Al final Cole y Riggs se casan teniendo a su hijo, y el capitán Murtaugh se convierte en abuelo.

## Argumento
Martín Riggs (Mel Gibson) y Roger Murtaugh (Danny Glover) están en un tiroteo contra un hombre, el cual lleva un traje a prueba de balas y un lanzallamas al cual logran eliminar. A continuación Riggs y Murtaugh, que se encuentran descansando en un bote, oyen un tiroteo en un barco cercano. Después de enfrentarse a los malhechores, descubren que el barco estaba lleno de inmigrantes ilegales chinos. Uno de estos inmigrantes está relacionado con la mafia china. La mafia es dirigida por Wah Sing Ku (Jet Li) un temido asesino.
Lorna Cole está embarazada del sargento Martín Riggs, pero no están casados, aunque ambos lo tienen en mente. La hija del sargento de la Policía Roger Murtaugh: Rianne también está embarazada, y Riggs más tarde se entera por Lorna que Rianne se casó en secreto con Lee Butters (Chris Rock), un joven detective que trabaja en el mismo recinto que Murtaugh y Riggs -en secreto porque Roger había dejado claro que su hija no debía casarse con un oficial de policía-. Debido a los muchos desastres causados por los dos sargentos durante el servicio, el departamento de policía ha perdido su compañía de seguros, y no puede conseguir uno nuevo mientras estos aún estén en las calles. Debido a que despedirlos no es una opción, el jefe Murphy usa un privilegio especial y los asciende temporalmente a capitán, ya que no hay lugares disponibles.
Riggs, Murtaugh, y Butters con un poco de ayuda de Leo Getz (Joe Pesci), -quien ahora es un detective privado- investigan el anillo de contrabando de inmigrantes ilegales chinos después de que se encontraran con el barco con trabajadores esclavos chinos, en el curso de estos eventos el barco de Murtaugh se hunde. Murtaugh encuentra un bote con una familia china a los que da cobijo en su casa, alegando la "liberación de los esclavos."
La información sobre un jefe del crimen llamado Benny Chan (Kim Chan), también conocido como "Tío Benny," los lleva al Barrio Chino, donde se les presenta un negociador de la tríada de alto rango llamado Wah Sing Ku. Benny obliga a los tres policías a salir del restaurante sin proporcionar información sobre cuales eran sus planes y los de la Tríada. Afuera, los policías ven al capitán de la nave y lo persiguen junto con otro sospechoso. El sospechoso resulta ser un camarero del restaurante y es liberado. Ku después mata al capitán por dejar que la policía se entere de sus planes secretos.
Riggs y Murtaugh contratan a Leo para seguir a Benny, pero después de que Hong, el padre de la familia china rescatada por Murtaugh contacta a su tío, Ku y sus hombres llegan a la casa de Murtaugh para secuestrar a los Hong, sosteniendo a Lorna y a la familia de Murtaugh como rehenes y llevándose a los Hong. Después de una lucha, la casa se incendia con todos atados dentro. Ping, uno de los niños de los Hong, sin embargo, los libera, después de haber evitado ser capturado. Murtaugh y Riggs persiguen a dos de los miembros de la tríada por una autopista, pero los dos hombres mueren en colisión de tráfico sin dar ninguna información sobre el paradero de los Hong.
Ku y sus hombres visitan una celda en Los Ángeles dirigida por un corrupto general chino, que contiene a cuatro señores de la Tríada conocidos como los "Cuatro Padres", uno de los cuales es el hermano de Ku, y exigiendo un pago enorme a las Tríadas para su liberación. Tras el regreso de Riggs y Murtaugh a la casa de Murtaugh, Leo les informa a ellos y a Butters que Benny está viendo a su dentista, y usando a Leo para distraer al dentista, los tres policías usan óxido nitroso para extraer información de Benny. Riggs inadvertidamente revela que Butters es el marido de Rianne y el padre de su bebé. Porque accidentalmente se habían expuesto al gas de la risa, así, no entendieron la información que Benny les proporcionó, que da lugar a complicaciones en su investigación.
Ku lleva a los Hong al escondite de las Tríadas, donde se revela que las Tríadas van a dar dinero falsificado al corrupto general chino para la liberación de los Cuatro Padres. El artista cautivo que trabaja en las planchas de impresión es el tío anciano de Hong y aceptó hacer el trabajo a cambio de un salvoconducto para su familia en los Estados Unidos. Ku mata a Hong con el fin de obtener la cooperación de su tío. Con las planchas de impresión completadas, el tío y Benny también son eliminados por exponer la operación y para proteger la falsificación.
Detective Ng, que esté familiarizado con la sociedad china, corrige a Murtaugh y a los otros oficiales en la información proporcionada por Benny anteriormente y explica porqué las Tríadas incendiaron la casa de Murtaugh. Después que Riggs recoge a Ping y Lorna, los agentes localizan el escondite, pero encuentran solo a los muertos y el dinero chino falsificado en el interior. Ng una vez más les ayuda a reconstruir toda la operación en conjunto.
En la reunión entre Ku y el general corrupto, Riggs, Murtaugh, Butters y otros detectives llegan al lugar y exponen el dinero falso, como resultado el general mata a tres de los cuatro padres. Los secuaces de Ku matan al general, y un tiroteo se desata entre la policía, las tríadas y el ejército privado del general. A Butters le disparan por la espalda mientras protegía a Murtaugh y Murtaugh mata al hermano de Ku, mientras le apuntaba a Ku. En venganza, Ku trata de matar a Riggs y Murtaugh en un muelle. Murtaugh es noqueado después de empalar a Ku en un pedazo de acero corrugado, mientras que Riggs y Ku caen en el agua cuando el muelle colapsa. Riggs lucha con Ku bajo el agua y le dispara a muerte con un fusil AK-47, pero una losa de hormigón del muelle cae e inmoviliza a Riggs bajo el agua hasta que Murtaugh se despierta, salta, y lo salva.
Riggs visita la tumba de su difunta esposa y le pide consejo sobre su inminente boda con Lorna, de la que todavía tiene dudas. Es interrumpido por la llegada de Leo, que cuenta una historia de su infancia que hace Riggs ver la idea de volver a casarse en una nueva luz. El localizador de Riggs suena, lo que indica que Lorna está dando a luz, y los dos corren al hospital. Riggs y Lorna son ceremonialmente casados por un rabino justo antes de que su bebé y el de Rianne nazcan, Murtaugh acepta Butters como su yerno, Riggs y Murtaugh se les da su rango de sargento de nuevo y a la familia Hong se les concede asilo. En la escena final se muestra como Leo trata de tomar una foto familiar de todos en ese momento cuando Riggs lo invita a salir también y entonces le pide a un doctor que la tome preguntando que si son amigos, a lo que todos responden que son familia.

## Reparto
- Mel Gibson ... Martin Riggs: un exsoldado de los Boinas Verdes del Ejército de los Estados Unidos y sargento del Departamento de Policía de Los Ángeles; es el mejor amigo de Murtaugh y mantiene una feliz relación con Lorna, de la cual espera un hijo
- Danny Glover ... Roger Murtaugh: un veterano de guerra del Ejército de los Estados Unidos y sargento del Departamento de Policía de Los Ángeles; es el mejor amigo de Riggs, está casado con Trish y está esperando un nieto de Butters, un policía novato el cual embarazo a su hija
- Joe Pesci ... Leo Getz
- Rene Russo ... Lorna Cole
- Chris Rock ... Detective Lee Butters
- Jet Li ... Wah Sing Ku: un asesino profesional de la mafia china, experto en artes marciales y en lucha cuerpo a cuerpo; es frío y despiadado pero la única persona con la que muestra más humanidad es con su hermano mayor, el cual es asesinado accidentalmente por Murtaugh durante la confrontación final.
- Arnis Hasi ... The Killer
- Steve Kahan ... Captain Ed Murphy
- Kim Chan ... Benny Uncle Benny Chan
- Darlene Love ... Trish Murtaugh
- Traci Wolfe ... Rianne Murtaugh Butters
- Eddy Ko ... Hong, Chinese Refugee
- Jack Kehler ... State Department Man
- Calvin Jung ... Detective Ng
- Damon Hines ... Nick Murtaugh
- Ebonie Smith ... Carrie Murtaugh

## Producción
Esta película nació de la necesidad de la Warner Bros. de tener una película potencialmente muy taquillera para estrenar en el verano de 1998. De esa manera, tras ofertas millonarias de por medio, Mel Gibson, Danny Glover, el director Richard Donner y el resto de los habituales de las anteriroes películas se reunieron de nuevo sin que hubiese antes un guion escrito. Así, la historia fue escribiéndose día a día, a medida que avanzaba el rodaje.

## Recepción
El título es considerado mejor que la tercera parte pero peor que las dos primeras. En Rotten Tomatoes obtiene una nota de 5.8 sobre 10.
James Berardinelli de The Washington Post dice que la saga perdió fuelle desde la tercera parte, que fue la peor, y que aunque esta cuarta intenta remontar el vuelo, ya no hay química. Roger Ebert dice que técnicamente es una buena película pero que ya no tiene convicción, mientras que las tres primeras se podían tomar en serio, esta última parece una parodia.
El film fue nominado a los Razzie Award por peor actor secundario (Joe Pesci).

## Fechas de estreno mundial
| País                                                                          | Fecha de estreno                   |
| ----------------------------------------------------------------------------- | ---------------------------------- |
| Alemania                                                                      | Jueves 13 de agosto de 1998        |
| Argentina                                                                     | Jueves 6 de agosto de 1998         |
| Australia                                                                     | Jueves 10 de septiembre de 1998    |
| Austria                                                                       | Viernes 14 de agosto de 1998       |
| Bélgica                                                                       | Miércoles 22 de julio de 1998      |
| Belice · Costa Rica · El Salvador · Guatemala · Honduras · Nicaragua · Panamá | Viernes 14 de agosto de 1998       |
| Bolivia                                                                       | Jueves 13 de agosto de 1998        |
| Brasil                                                                        | Viernes 24 de julio de 1998        |
| Bulgaria                                                                      | Viernes 11 de septiembre de 1998   |
| Chile                                                                         | Jueves 6 de agosto de 1998         |
| Colombia                                                                      | Jueves 6 de agosto de 1998         |
| Corea del Sur                                                                 | Sábado 1 de agosto de 1998         |
| Croacia                                                                       | Jueves 24 de septiembre de 1998    |
| Dinamarca                                                                     | Viernes 7 de agosto de 1998        |
| Egipto                                                                        | Miércoles 23 de septiembre de 1998 |
| Emiratos Árabes Unidos                                                        | Miércoles 14 de octubre de 1998    |
| Eslovenia                                                                     | Jueves 27 de agosto de 1998        |
| España                                                                        | Viernes 21 de agosto de 1998       |
| Estados Unidos · Canadá                                                       | Viernes 10 de julio de 1998        |
| Estonia                                                                       | Viernes 14 de agosto de 1998       |
| Filipinas                                                                     | Miércoles 29 de julio de 1998      |
| Finlandia                                                                     | Viernes 31 de julio de 1998        |
| Francia                                                                       | Miércoles 22 de julio de 1998      |

| País                         | Fecha de estreno                 |
| ---------------------------- | -------------------------------- |
| Grecia                       | Viernes 9 de octubre de 1998     |
| Hong Kong                    | Jueves 13 de agosto de 1998      |
| Hungría                      | Jueves 13 de agosto de 1998      |
| India                        | Viernes 18 de septiembre de 1998 |
| Indonesia                    | Miércoles 5 de agosto de 1998    |
| Islandia                     | Viernes 7 de agosto de 1998      |
| Israel                       | Jueves 23 de julio de 1998       |
| Italia                       | Viernes 21 de agosto de 1998     |
| Japón                        | Sábado 1 de agosto de 1998       |
| Letonia                      | Viernes 14 de agosto de 1998     |
| Líbano                       | Viernes 14 de agosto de 1998     |
| Lituania                     | Viernes 7 de agosto de 1998      |
| Malasia                      | Jueves 16 de julio de 1998       |
| México                       | Viernes 7 de agosto de 1998      |
| Noruega                      | Viernes 14 de agosto de 1998     |
| Nueva Zelanda                | Jueves 10 de septiembre de 1998  |
| Países Bajos                 | Jueves 6 de agosto de 1998       |
| Perú                         | Viernes 14 de agosto de 1998     |
| Polonia                      | Viernes 14 de agosto de 1998     |
| Portugal                     | Viernes 7 de agosto de 1998      |
| Puerto Rico                  | Jueves 16 de julio de 1998       |
| Reino Unido Irlanda          | Viernes 18 de septiembre de 1998 |
| República Checa · Eslovaquia | Jueves 15 de octubre de 1998     |
| Rumania                      | Viernes 25 de septiembre de 1998 |
| Rusia                        | Viernes 9 de octubre de 1998     |
| Singapur                     | Jueves 23 de julio de 1998       |
| Sudáfrica                    | Viernes 31 de julio de 1998      |
| Suecia                       | Viernes 31 de julio de 1998      |
| Suiza                        | Viernes 14 de agosto de 1998     |
| Tailandia                    | Viernes 24 de julio de 1998      |
| Taiwán                       | Sábado 22 de agosto de 1998      |
| Turquía                      | Viernes 14 de agosto de 1998     |
| Uruguay                      | Viernes 14 de agosto de 1998     |
| Venezuela                    | Miércoles 26 de agosto de 1998   |